# Toshihiro Aoyama
Toshihiro Aoyama (jap. 青山 敏弘, Aoyama Toshihiro; * 22. Februar 1986 in Kurashiki) ist ein ehemaliger japanischer Fußballspieler.

## Karriere

### Verein
Toshihiro Aoyama erlernte das Fußballspielen in der Mannschaft der Kurashiki Kawatetsu Soccer Shonendai, der Jugendmannschaft des Kurashiki Hajaxs FC sowie in der Schulmannschaft der Tsuyama Sakuyo High School. Seinen ersten Vertrag unterschrieb er 2004 bei Sanfrecce Hiroshima. Der Verein aus Hiroshima, einer Hafenstadt im Südwesten der japanischen Hauptinsel Honshū, spielte in der ersten höchsten Liga des Landes, der J. League Division 1. 2007 musste er mit dem Klub den Weg in die Zweitklassigkeit antreten. Im darauffolgenden Jahr wurde er Meister der Liga und stieg direkt wieder in die erste Liga auf. 2012, 2013 und 2015 wurde er mit Hiroshima japanischer Fußballmeister, 2018 Vizemeister. Den Supercup gewann er 2008, 2013, 2014 und 2016. Im Endspiel des Kaiserpokal stand er  2007 und 2013, ebenso im J.League Cup 2010 und 2014. Hier ging man jeweils als Verlierer vom Platz. 2015 war er Fußballer des Jahres. Am 22. Oktober 2022 stand er mit Hiroshima im Endspiel des Japanischen Ligapokals. Hier besiegte man Cerezo Osaka mit 2:1. Nach der Saison 2024 beendete er seine Karriere als Fußballspieler.

### Nationalmannschaft
2013 debütierte Aoyama für die japanische Fußballnationalmannschaft. Mit der japanischen Nationalmannschaft qualifizierte er sich für die Fußball-WM 2014. Aoyama bestritt zwölf Länderspiele.

## Erfolge
Sanfrecce Hiroshima
- Japanischer Meister: 2012, 2013, 2015
- Japanischer Vizemeister: 2018, 2024
- Japanischer Zweitligameister: 2008
- Japanischer Supercupsieger: 2008, 2013, 2014, 2016
- Japanischer Ligapokalsieger: 2022

## Auszeichnungen
- J.League Best XI: 2012, 2013
- J.League Most Valuable Player: 2015